# Jezero (żupania pożedzko-slawońska)
Jezero – wieś w Chorwacji, w żupanii pożedzko-slawońskiej, w gminie Čaglin. W 2011 roku liczyła 8 mieszkańców.